# الرموز الطرفية وغير الطرفية
الرموز الطرفية وغير الطرفية هي مجموعتين منفصلتين وتستخدم في علم الحاسوب وهي رموز تستخدم في تحديد قواعد اللغة.
(terminal) هي رموز اولية في اللغة ويتم تعريفها عن طريق قواعد اللغة.
(non terminal) يتم استبدالها بمجموعة (terminal) المعطاة من قبل قواعد معينة.
هذه القواعد يتم تعريفها عن طريق مبادئ واستنتاجات ويتم استخدام هذه القواعد لتكوين وتحليل مجموعة من (strings).
تحتوي طل قاعدة على طرف ايسر وأيمن والطرف الايسر يتكون من سلسة يتم استبدالها بالطرف الأيمن ويتم كتابتها بهذا الشكل:
س ← ص
يمثل (س) (terminal)
و (ص) (non terminal)
وترمز هذه العبارة إلى استبدال الرمز (س) بالرمز (ص).